# Thirteen (album de Megadeth)
Pour les articles homonymes, voir Thirteen.
Albums de Megadeth
Endgame
(2009) Super Collider
(2013)
Singles
1. Sudden Death
Sortie : 24 septembre 2010
2. Public Enemy No. 1
Sortie : 13 septembre 2011
3. Whose Life (Is It Anyways?)
Sortie : 17 octobre 2011

Thirteen (stylisé TH1RT3EN) est le 13e album studio du groupe américain Megadeth sorti le 1er novembre 2011 en Amérique du Nord. L'édition limitée de Th1rt3en au format vinyle contient deux picture-disc ainsi qu'un poster exclusif.
Il s'agit du dernier album avec le label Roadrunner Records, le groupe avait signé un contrat de trois albums avec la maison de disques. Il s'agit aussi du premier album studio avec le bassiste et cofondateur du groupe, David Ellefson, depuis son retour au sein de Megadeth en 2010. Il avait en effet quitté Megadeth en 2002.

## Historique
Lors d'une interview avec le batteur Shawn Drover en juillet 2010, il déclara que le groupe avait déjà commencé à parler d'un nouvel album et bien que la bande était en « mode tour », ils avaient « quelques idées » qu'ils avaient commencé à travailler. Dans une autre interview, Dave Mustaine précisa que le matériel serait un mélange de chansons qu'il avait écrit plus tôt dans sa carrière et que certaines sont de nouvelles compositions écrites pour l'album.
Mustaine fit une annonce officielle le 17 novembre 2010 via le tchat Megadeth Cyber Army Chat que l'enregistrement du nouvel album allait bientôt commencer et que l'enregistrement se ferait dans le studio de Megadeth, Vic's Garage. Une nouvelle chanson a été annoncée le 3 juin 2011, Never Dead. Le titre a été composé par Mustaine pour le jeu vidéo de Konami, NeverDead.
C'est la quatrième fois que le groupe contribue pour la bande son d'un jeu vidéo, les trois précédents titres étant Duke Nukem Theme, pour le jeu éponyme, Gears of War pour le jeu du même nom et Sudden Death pour le jeu Guitar Hero: Warriors of Rock. La pochette de l'album a été réalisée par John Lorenzi, qui a déjà contribué pour les pochettes des deux précédents albums, United Abominations et Endgame.
Le 8 juillet 2011, Mustaine révéla le titre de l'album 13 et il commenta : « J'ai commencé à jouer de la guitare à 13 ans et c'est notre 13e album et je suis né le 13. Aussitôt que j'ai dit que j'allais l'appeler 13, j'ai commencé à remarquer le 13 partout. Ils n'ont jamais eu l'habitude d'avoir un 13e étage dans les hôtels mais maintenant ils l'ont de nouveau. ». Il a été précisé un jour plus tard sur le site du groupe que le titre pourrait être TH1RT3EN plutôt que 13.

## Réception critique
Spin publia une critique de l'album, l'évaluant à une notation de 7/10. Le critique Jon Young commenta plusieurs pistes de l'album : Public Enemy No. 1 et Guns, Drugs & Money comme étant « des titres trompeusement de hard rock mélodique proches des premiers classiques d'Alice Cooper », malgré l'absence du même sens de l'humour. Young s'exprima aussi à propos du titre We The People, pensant que ce titre devrait être présent sur la bande son officielle du film Apocalypse.
Amit Sharma, critique du site "ThrashHits", décrit l'album Th1rt3en comme un mix de l'album Countdown to Extinction et de l'album Endgame. Indiquant aussi que les treize titres de l'album sont « moins explosifs que Endgame » mais que des chansons comme Wrecker et Black Swan montrent que le groupe est « au top de leur jeu ».

## Les chansons
Mustaine nota un ensemble de treize chansons bien que douze aient été à l'origine prévues pour l'album. Certains titres de l'album furent déjà publiés avant en tant que titre bonus sur les albums Youthanasia et United Abominations. La chanson Black Swan fut un titre exclusivement réservé aux membres du fan club du groupe ayant pré-commandé l'album de Megadeth en 2007, United Abominations.

### Sudden Death
Cette chanson est la plus récente du groupe, car elle a été spécialement composée pour le jeu vidéo : GUITAR HERO : Warrior of Rock. Dans la version du jeu, elle est uniquement composée, arrangée et jouée par Dave Mustaine, sur l'album, cette dernière a été entièrement enregistrée avec les membres du groupe. Il est facile de faire la différence entre les deux versions car le son et le mixage sont très différents. Hormis ces deux détails, la chanson n'est pas modifiée et a toujours autant de vitesse et de puissance.

### Public Enemy No. 1
Le groupe commença l'écriture du titre lors d'une répétition en Croatie le 30 juin 2010, et le termina le lendemain à Vienne. Le groupe joua pour la première fois Public Enemy No. 1 le 4 juillet 2011 à Hambourg en Allemagne. Mustaine déclara que la chanson fut écrite autour du parrain de la mafia de Chicago, Al Capone. Le titre fut publié en single le 13 septembre 2011, la date du 50e anniversaire de Dave Mustaine. Un clip vidéo fut également réalisé le 17 septembre à Santa Clarita en Californie, réalisé sur un plateau de cinéma où les vieux westerns furent filmés.

### Whose Life (Is It Anyways?)
Whose Life (Is It Anyways?) est le troisième single de l'album sorti en octobre 2011, la chanson est accompagnée d'un vidéo clip.

### New World Order
Ancien titre qui fut écrit selon Ellefson durant la tournée Clash of the Titans en 1991 et le groupe en a réalisé une démo pour l'album Countdown to Extinction, mais pour une raison quelconque, ce titre ne convenait pas pour cet album. Cependant, la démo fut publiée sur la version remixée de l'album Youthanasia.

### Black Swan
Le producteur Johnny K choisit le titre Black Swan qui fut déjà enregistré durant les sessions de l'album United Abominations mais non achevé déclarant que le groupe devrait le terminer. Ellefson ajouta que le titre fut écrit bien avant le film Black Swan et que par conséquent, il n'y a aucun rapport avec ce dernier.

### Millennium of the Blind
Un autre titre que le groupe avait commencé de composer durant la tournée Clash of the Titans en 1991. Comme pour New World Order, une démo fut publiée en titre bonus sur la réédition de Youthanasia en 2004. Millennium of the Blind est un titre qui fut à l'origine écrit pour l'album Youthanasia, bien que Mustaine ait affirmé que cela lui rappelait une autre chanson qu'il travaillait à l'époque, Absolution (qui est devenu plus tard une partie du titre Trust de l'album Cryptic Writings). Mustaine déclara que les paroles lui sont venus après avoir regardé Highlander. Mustaine et Johnny K décidèrent d'entamer ce titre et d'en faire une chanson à part entière.

### Deadly Nightshade
Dans une interview, Dave Ellefson déclara que le riff principal de la chanson a été écrit pendant les sessions de l'album Youthanasia, ou peut-être Cryptic Writings (1997).

### 13 (Th1rt3en)
Dave Ellefson qualifia ce morceau comme une chanson « théâtrale » et l'a comparé à un ancien titre de Megadeth, In My Darkest Hour de l'album So Far, So Good... So What! (1988). Un titre parfait pour clore l'album selon Ellefson. Il déclara aussi que 13 est la chanson qui résume « l'arc de Megadeth en tant que groupe ».

## Liste des titres
| No  | Titre                       | Paroles                      | Musique                                       | Durée |
| --- | --------------------------- | ---------------------------- | --------------------------------------------- | ----- |
| 1.  | Sudden Death                | Dave Mustaine                | Dave Mustaine                                 | 5:09  |
| 2.  | Public Enemy No. 1          | Dave Mustaine, John Karkazis | Dave Mustaine, John Karkazis                  | 4:15  |
| 3.  | Whose Life (Is It Anyways?) | Dave Mustaine                | Dave Mustaine                                 | 3:50  |
| 4.  | We the People               | Dave Mustaine, John Karkazis | Dave Mustaine, John Karkazis                  | 4:33  |
| 5.  | Guns, Drugs & Money         | Dave Mustaine, John Karkazis | Dave Mustaine, John Karkazis                  | 4:19  |
| 6.  | Never Dead                  | Dave Mustaine                | Dave Mustaine                                 | 4:32  |
| 7.  | New World Order             | Dave Mustaine, Nick Menza    | Dave Mustaine, Marty Friedman, David Ellefson | 3:56  |
| 8.  | Fast Lane                   | Dave Mustaine, John Karkazis | Dave Mustaine, John Karkazis                  | 4:04  |
| 9.  | Black Swan                  | Dave Mustaine                | Dave Mustaine                                 | 4:10  |
| 10. | Wrecker                     | Dave Mustaine                | Dave Mustaine                                 | 3:51  |
| 11. | Millennium of the Blind     | Dave Mustaine, John Karkazis | Dave Mustaine, Marty Friedman, John Karkazis  | 4:15  |
| 12. | Deadly Nightshade           | Dave Mustaine                | Dave Mustaine                                 | 4:55  |
| 13. | 13                          | Dave Mustaine, John Karkazis | Dave Mustaine, John Karkazis                  | 5:49  |

| 14. | Public Enemy No. 1 (live) | Dave Mustaine, John Karkazis | Dave Mustaine, John Karkazis | 4:31 |

| 14. | Head Crusher (live) | Dave Mustaine | Dave Mustaine, Shawn Drover | 3:56 |

## Composition du groupe
- Dave Mustaine - chants, guitare rythmique & guitare solo
- David Ellefson - basse
- Chris Broderick - guitare rythmique & solo
- Shawn Drover - batterie

### Production
- Johnny K - producteur, ingénieur du son, mixage.
- Matt Dougherty - assistant mixage, montage numérique.
- Ted Jensen - mastering.
- Andy Sneap ingénieur du son.
- Ken Eisennagel - ingénieur du son.
- David Rath - A&R.
- John Lorenzi - artwork.

## Charts
| Pays             | Chart                   | Meilleure position | Nombre de semaines | Première entrée  | Réf      |
| ---------------- | ----------------------- | ------------------ | ------------------ | ---------------- | -------- |
| Allemagne        | Media Control Charts    | 21                 | 1                  | 14 novembre 2011 | [ C 1 ]  |
| Australie        | ARIA Charts             | 13                 | 2                  | 13 novembre 2011 | [ C 2 ]  |
| Autriche         | Ö3 Austria Top 40       | 28                 | 2                  | 11 novembre 2011 | [ C 3 ]  |
| Belgique (Wl)    | Ultratop                | 74                 | 3                  | 5 novembre 2011  | [ C 4 ]  |
| Belgique (Wa)    | Ultratop                | 60                 | 2                  | 5 novembre 2011  | [ C 5 ]  |
| Danemark         | Danish Charts           | 39                 | 1                  | 11 novembre 2011 | [ C 6 ]  |
| Espagne          | Spanish Charts          | 32                 | 2                  | 6 novembre 2011  | [ C 7 ]  |
| États-Unis       | Billboard 200           | 11                 | 4                  |                  | [ 11 ]   |
| États-Unis       | Top Hard Rock Albums    | 1                  | 2                  | ?                | [ C 8 ]  |
| Finlande         | Finnish Charts          | 8                  | 2                  | 45e semaine      | [ C 9 ]  |
| France           | SNEP                    | 49                 | 2                  | 5 novembre 2011  | [ C 10 ] |
| Hongrie          | Mahasz                  | 24                 | 1                  |                  | [ C 11 ] |
| Japon            | Oricon                  | 11                 | 3                  |                  | [ C 12 ] |
| Mexique          | Mexican charts          | 30                 | 3                  | 43e semaine      | [ C 13 ] |
| Norvège          | Norwegian charts        | 23                 | 2                  | 44e semaine      | [ C 14 ] |
| Nouvelle-Zélande | RIANZ                   | 13                 | 2                  | 7 novembre 2011  | [ C 15 ] |
| Pays-Bas         | Dutch charts            | 42                 | 2                  | 5 novembre 2011  | [ C 16 ] |
| Royaume-Uni      | UK Albums Chart         | 34                 | 1                  | 12 novembre 2011 | [ C 17 ] |
| Royaume-Uni      | UK Rock and Metal Chart | 1                  | -                  | 12 novembre 2011 | [ 12 ]   |
| Suède            | Sverigetopplistan       | 18                 | 2                  | 11 novembre 2011 | [ C 18 ] |
| Suisse           | Swiss Music Charts      | 23                 | 2                  | 13 novembre 2011 | [ C 19 ] |